# فهد وعد
فهد وعد عبد الوهاب البياتي لاعب كرة قدم قطري-عراقي يلعب حالياً في نادي الشمال.

## مسيرة اللاعب
لعب سابقاً في نادي الدحيل ونادي السيلية ونادي الشمال.

## الحياة الشخصية
و هو شقيق اللاعب محمد وعد لاعب منتخب قطر .

## روابط خارجية
- فهد وعد على موقع Soccerway.com (الإنجليزية)